# Adam Chmura
Adam Chmura – polski radca prawny i działacz społeczny, w latach 2024–2025 zastępca Rzecznika Praw Dziecka.

## Życiorys
W 2013 roku ukończył studia na Wydziale Prawa i Administracji UW. Od 2011 roku angażował się w działalność organizacji pozarządowych, promując prawa człowieka, prawa dziecka oraz zasadę równego traktowania. W latach 2011–2016 był związany ze Stowarzyszeniem Interwencji Prawnej (SIP).
W latach 2016–2021 zajmował się przygotowywaniem projektów wystąpień generalnych i propozycji legislacyjnych Rzecznika Praw Dziecka Mikołaja Pawlaka. Jednocześnie przygotowywał także interwencje procesowe RPD i reprezentował Rzecznika w postępowaniach sądowych i administracyjnych.  1 lutego 2024 został powołany na stanowisko zastępcy Rzecznika Praw Dziecka. Zakończył jej pełnienie w 2025.